# 강릉 단씨
강릉 단씨(江陵段氏)는 강원특별자치도 강릉시를 관향으로 하는 한국의 성씨이다. 시조는 고려 충렬왕 때 판도판서(版圖判書)를 지낸 단간목(段干木)이다.

## 역사
시조 단간목(段干木)은 지금의 경주 지방인 모양부(牟梁部)사람으로 고려(高麗) 충렬왕 때 판도판서(版圖判書)를 역임했다. 단간목(段干木)의 아들 단홍인(段弘仁)이 고려 충숙왕 때에는 무과 선전관(宣傳官)을 지냈다는 기록이 있다.
5세 단유인(段由仁)이 1459년(조선 세조 5년) 문과에 급제하고 포천현감(抱川縣監)을 지내며, 연안 단씨로 분적하였다. 단유인은 당대의 석학(碩學) 화담 서경덕과 동문수학을 할만큼 빼어난 인물이었다.

## 인물
- 단양이(段楊爾) : 백제 15대 무녕왕(武寧王) 때 오경박사(五經博士)로서 일본에 파견되어 활약했다.
- 9세손 단석철(段碩哲)이 학덕이 높았다는 기록이 있으며, 그의 아우인 단효철(段孝哲)이 숙종 때 무과에 올랐다.

### 과거 급제자
- 단유인(段由仁) - 조선 세조 5년(1459년) 기묘(己卯) 식년시(式年試) 정과(丁科) 22위
- 단필식(段必式) - 조선 현종 7년(1666년) 병오(丙午) 식년시(式年試) 생원 3등(三等)
- 단우주(段宇柱, 1875년생) : 조선 고종 28년(1891) 신묘(辛卯) 증광시(增廣試) [생원] 3등. 그의 아버지는 통사랑(通仕郞), 행의금부도사(行義禁府都事) 단윤호(段潤浩)이다.

## 세거지
중시조인 단유인(段由仁)은 연산군 갑자사화(甲子士禍) 때 화를 피하여 중앙에서 강릉으로 낙향하였다.
그뒤 세거지가 일부 충청남도 홍성군(洪城)으로 옮겨진 듯하다. 18세손대(1896년)까지의 묘영(墓塋)이 홍성군 홍북면 대인리 세장산(洪城郡 洪北面 大仁里 世葬山)으로 되어 있다.

## 족보 발간
신해보(辛亥譜, 1971)

## 인구
2000년 대한민국 통계청 인구 조사에서 단씨(段氏)는 437가구, 1,429명으로 대한민국의 성씨 순위 167위이다.
연안 단씨는 1985년에는 82가구, 352명, 2000년에는 48가구, 165명이 있는 것으로 조사되었다.
강릉 단씨는 1985년에는 13가구, 51명, 2000년에는 60가구 179명이 있는 것으로 조사되었다.

## 같이 보기
- 연안 단씨